# Walter Muschg

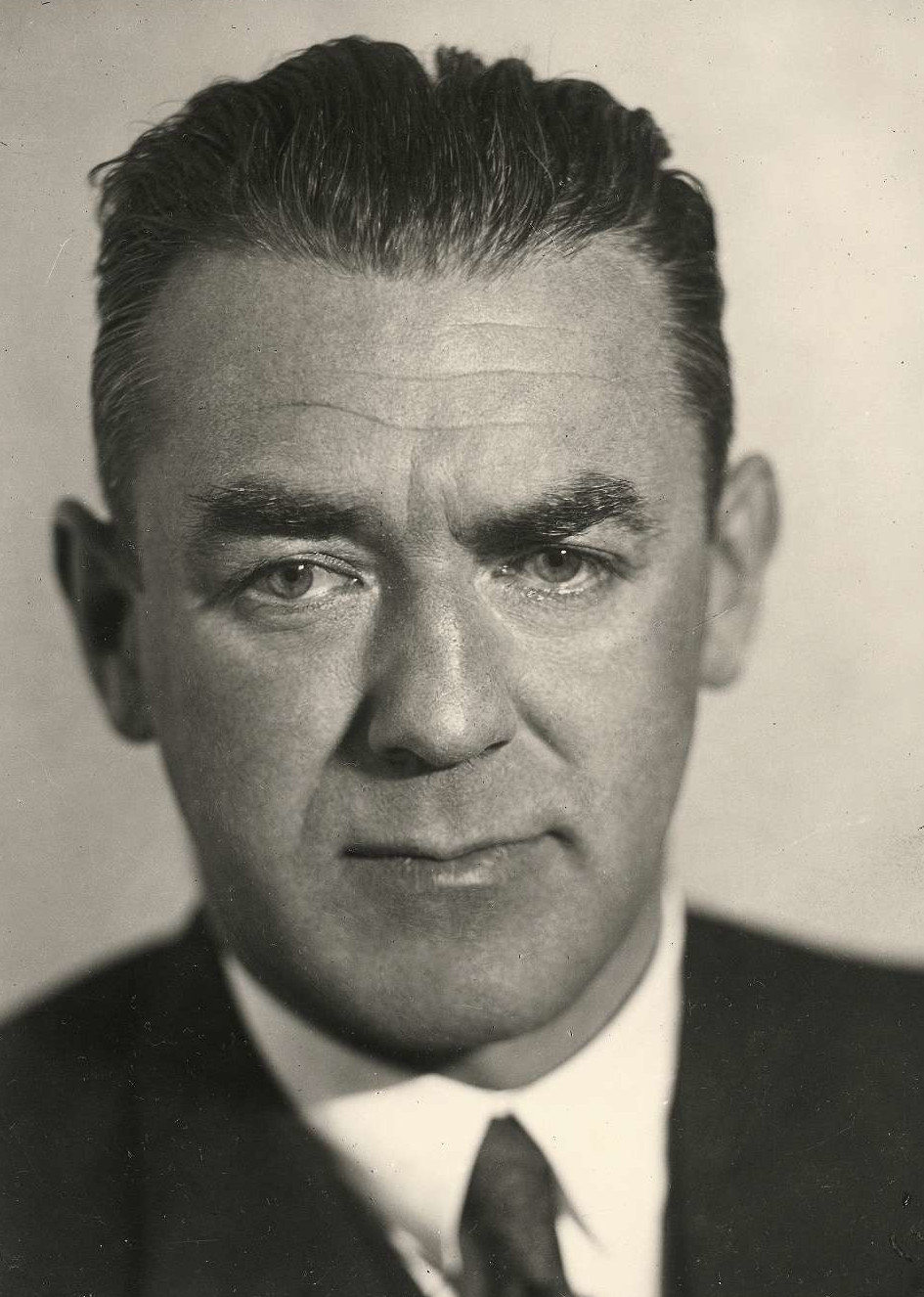
Walter Muschg

Walter Muschg (* 21. Mai 1898 in Witikon bei Zürich; † 6. Dezember 1965 in Basel; heimatberechtigt in Zollikon) war ein Schweizer Literaturhistoriker, Essayist und Politiker.

## Leben
Bekannt wurde der Lehrersohn, Bruder der Kinderbuchautorin Elsa Muschg und Halbbruder des Schriftstellers Adolf Muschg erstmals durch seine Dissertation über Kleists Penthesilea. Er hatte von 1917 bis 1921 an der Universität Zürich Germanistik bei Emil Ermatinger, Psychologie und Latein studiert. Im Berlin der 1920er Jahre, wo Muschg seine Studien fortsetzte, traf er mit den zu der Zeit in Berlin lebenden Exponenten des literarischen Expressionismus zusammen. 1928 habilitierte er sich an der Universität Zürich mit einer vielbeachteten Arbeit über Psychoanalyse und Literaturwissenschaft. Auch publizierte er zwei dramatische Werke.
Literatur war für Walter Muschg Weltliteratur, sie begann in der Vorzeit und erreichte erste Höhepunkte in den Propheten des Alten Testaments und in Homer. In der grossen Dichtung suchte und sah er Urformen der menschlichen Kultur, zu ihrer Erforschung suchte er vor allem in den frühen Jahren auch die Psychologie Sigmund Freuds heranzuziehen. Sein Hauptwerk, die Tragische Literaturgeschichte, erschien 1948. Als Motto hätte, so Muschg, ein Wort Hamanns dienen können: «Genie ist eine Dornenkrone, und der Geschmack ein Purpurmantel, der einen zerfleischten Rücken deckt.» Dichtung erwuchs für ihn stets auch aus Leiden und Schmerz, und wer in diesen Prüfungen moralisch versagte, konnte kein echter Dichter sein. Für die ganz Grossen setzte er die Kategorien von «Magier», «Seher» und «Sänger», während die «Gaukler», «Priester», «Poeten», «Abschwächung und Vermischung der Urformen» waren. So sah er in Jeremias Gotthelf den grössten Schweizer Dichter, der ein «Prophetenamt» vertrat und daran verzweifelte, aber auch «zum homerischen Verherrlicher des Bauerntums» wurde, «dessen Männer und Greise, Weiber und Mädchen er zu Idealgestalten eines christlichen Lebens in der Schöpfung Gottes verklärte».
Aus seiner eigenen Zeit schätzte Walter Muschg die Literatur des deutschen Expressionismus. Von George, Hofmannsthal, Thomas Mann, Rilke und manchen anderen bekannten Autoren hielt er dagegen wenig. Ernst Barlach, Alfred Döblin und Hans Henny Jahnn half er nach dem Zweiten Weltkrieg durch Werkausgaben besser zugänglich zu machen. Mit Jahnn verband ihn eine lange persönliche Freundschaft. Auch um jüngere Autoren bemühte er sich: Nun singen sie wieder von Max Frisch erschien 1946 in der von Muschg betreuten Sammlung Klosterberg bei Schwabe in Basel, im folgenden Jahr Friedrich Dürrenmatts erstes Drama, Es steht geschrieben, und noch mit dem seit seinem polemischen Stück Der Stellvertreter umstrittenen Rolf Hochhuth pflegte er engen Kontakt.

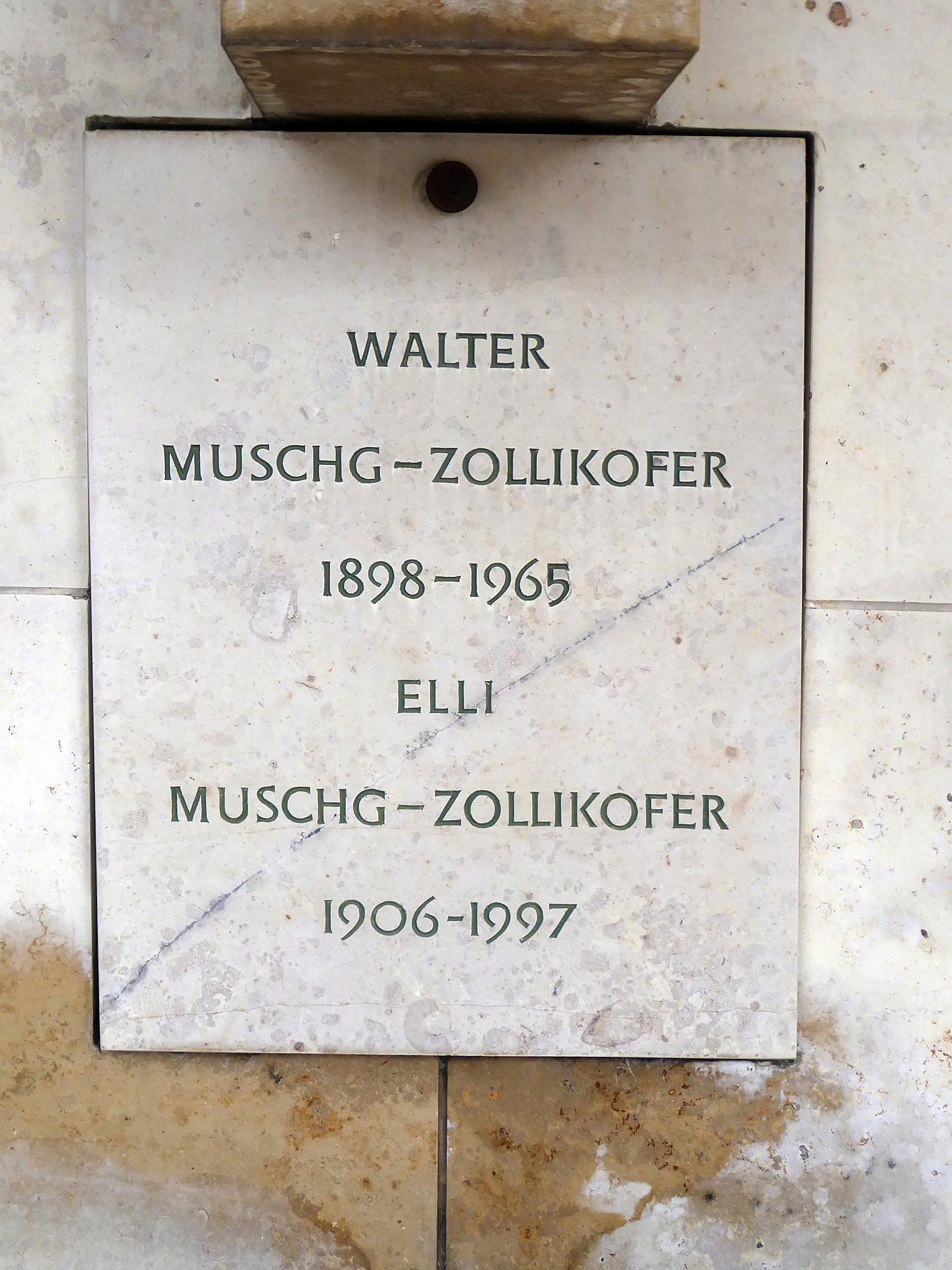
Urnengrab auf dem Friedhof am Hörnli, Riehen, Basel-Stadt

Von 1936 bis zu seinem Tod 1965 wirkte Walter Muschg als Professor für «Neuere deutsche Literaturwissenschaft» am Deutschen Seminar der Universität Basel. Urs Widmer, der bei ihm studierte, schreibt: «Er war der Erste an einer deutschen Uni, der die Vorlesungen eines ganzen Semesters ausschließlich Franz Kafka widmete». Als Dozent konnte Muschg in den Vorlesungen durch seine engagierte, zuweilen polemische, von persönlichem Erleben der grossen Werke geleitete Interpretation und seine Schilderung der oft schwierigen Existenz ihrer Dichter fesseln; viele seiner Schüler prägte er nachhaltig. Zu offenen Diskussionen im Seminar dagegen kam es kaum, und den Studenten war bewusst, dass man manches auch anders sehen konnte.
Muschg brachte sich als streitbarer und oft provozierender Publizist immer wieder in die öffentliche Debatte ein. Von 1939 bis 1943 sass er für den Landesring der Unabhängigen im Nationalrat und trat dort für die Unabhängigkeit der Schweiz und eine grosszügige Asylpolitik ein. Später erregte er Aufsehen zum Beispiel durch seine Polemik gegen Ernst Balzlis beliebte Dialekthörspiele am Radio, in denen er eine unerträgliche Verharmlosung und Verfälschung der Romane von Jeremias Gotthelf sah. In seiner Tragischen Literaturgeschichte (Bern 1948) schrieb er über Thomas Mann: "In der deutschen Literatur verkörperte Thomas Mann den geistigen Bankrott des Bürgertums. ... Er sprach bezaubernd intelligent über alles, was die Lesermassen der letzten bürgerlichen Generation in Deutschland am liebsten hörten. ... Die Bücher Thomas Manns sind das letzte große Versäumnis der bürgerlichen deutschen Literatur. Künftige Leser werden an ihnen vor allem verstehen lernen, warum Deutschland, das er repräsentierte, vorm Teufel geholt wurde." Und zu einer breiten Debatte führte die Aufsatzsammlung, die er unter dem Titel Die Zerstörung der deutschen Literatur 1956 erscheinen liess. Seine Literaturauffassung konnte sich in der Germanistik der Nachkriegszeit nicht durchsetzen, seine Analysen werden aber als anregende Positionen bis heute geschätzt.

## Schriften
- Kleists Penthesilea. Verlag Seldwyla, Zürich 1923
- Kleist. Zürich 1923
- Babylon, Ein Trauerspiel. Amalthea-Verlag, Zürich/Leipzig/Wien 1926
- Psychoanalyse und Literaturwissenschaft. Junker und Dünnhaupt, Berlin 1931
- Gotthelf. Die Geheimnisse des Erzählers. C.H. Beck, München 1931
- Die Mystik in der Schweiz, 1200–1500. Huber, Frauenfeld/Leipzig 1935
- Jeremias Gotthelfs Persönlichkeit. Basel 1944.
- Tragische Literaturgeschichte. Francke, Bern 1948; 3., veränderte Aufl. 1957
- Jeremias Gotthelf. Eine Einführung in seine Werke. Francke, Bern 1954
- Dichtertypen. Helbing und Lichtenhahn, Basel 1954
- Die Zerstörung der deutschen Literatur. Francke, Bern 1956; Neuausgabe: Diogenes, Zürich 2009, ISBN 978-3-257-06645-6
- Goethes Glaube an das Dämonische. Separatabdruck aus: Deutsche Vierteljahrsschrift für Literaturwissenschaft und Geistesgeschichte, Bd. 32, H. 3. Metzler, Stuttgart 1958
- Schiller. Die Tragödie der Freiheit. Francke, Bern/München 1959
- Von Trakl zu Brecht. Dichter des Expressionismus. Piper, München 1961
- Studien zur tragischen Literaturgeschichte. Francke, Bern 1965
- Gespräche mit Hans Henny Jahnn. Europäische Verlagsanstalt, Frankfurt 1967; Neuausgabe: Rimbaud, Aachen 1994
- Gestalten und Figuren. Herausgegeben von Elli Muschg-Zollikofer. Francke, Bern/München 1968
- Pamphlet und Bekenntnis. Aufsätze und Reden. Herausgegeben von Peter André Bloch. Walter, Olten/Freiburg i.Br. 1968
- Die dichterische Phantasie. Herausgegeben von Elli Muschg-Zollikofer. Mit Bibliographie. Francke, Bern/München 1969